# 磺胺氯哒嗪钠
磺胺氯哒嗪钠是一种有机化合物，化学式为C10H8ClN4NaO2S。它可以二氯哒嗪、磺胺和碳酸钾为原料来合成。它可用作禽畜类的消炎抗菌药。